# Ребра (гора)
Ре́бра — одна з найвищих вершин Українських Карпат.

## Географія
Розташована в центральній частині хребта Чорногора, між вершинами Туркул (на північному заході) і Бребенескул (на південному сході) та Гутин Томнатик (на півдні), на межі Івано-Франківської та Закарпатської областей.
Висота 2001 м. Південні схили Ребри — пологі ділянки (вкриті переважно травостоєм з щучника дернистого і біловуса) та крутосхили, вкриті криволіссям. Північні та північно-східні схили спадають крутими скелястими урвищами. На схід від вершини, у розлогому льодовиковому карі (урочищі Ґаджина) розташовані невеликі високогірні озера.
На горі зростає ряд рідкісних рослин, занесених до Червоної книги України: сосна кедрова, жовтозілля карпатське, наскельниця лежача, ломикамінь моховидний та інші.
Найближчий населений пункт — село Бистрець.

## Туристичні стежки
- — по червоному маркеру з г. Бребенескул. Час ходьби по маршруту ~ 1 г, ↓ ~ 1 г.
- — по зеленому маркеру з с. Бистрець через руїни туристичного притулку, що на пол. Маришевська і г. Шпиці до стовпця « Під Ребрами (1930 м)», далі  — по червоному маркеру. Час ходьби по маршруту 6,15 г, ↓ 5,15 г.
- — по жовтому маркеру з НСБ "Заросляк" (найкраще добратись з с. Ворохта) до оз.Несамовите, далі  — по червоному маркеру . Час ходьби по маршруту 4 г, ↓ 3 г.
- — по червоному маркеру з г. Туркул через стовпець « Під Ребрами (1930 м)». Час ходьби по маршруту ~ 2 г, ↓ ~ 2 г.
- — по синьому маркеру з с. Говерла через КПП Карпатський БЗ і пол. Туркулська, далі  — по червоному маркеру з підніжжя г. Туркул через стовпець « Під Ребрами (1930 м)» . Час ходьби по маршруту ~ 5 г, ↓ ~ 4 г.

## Фотографії

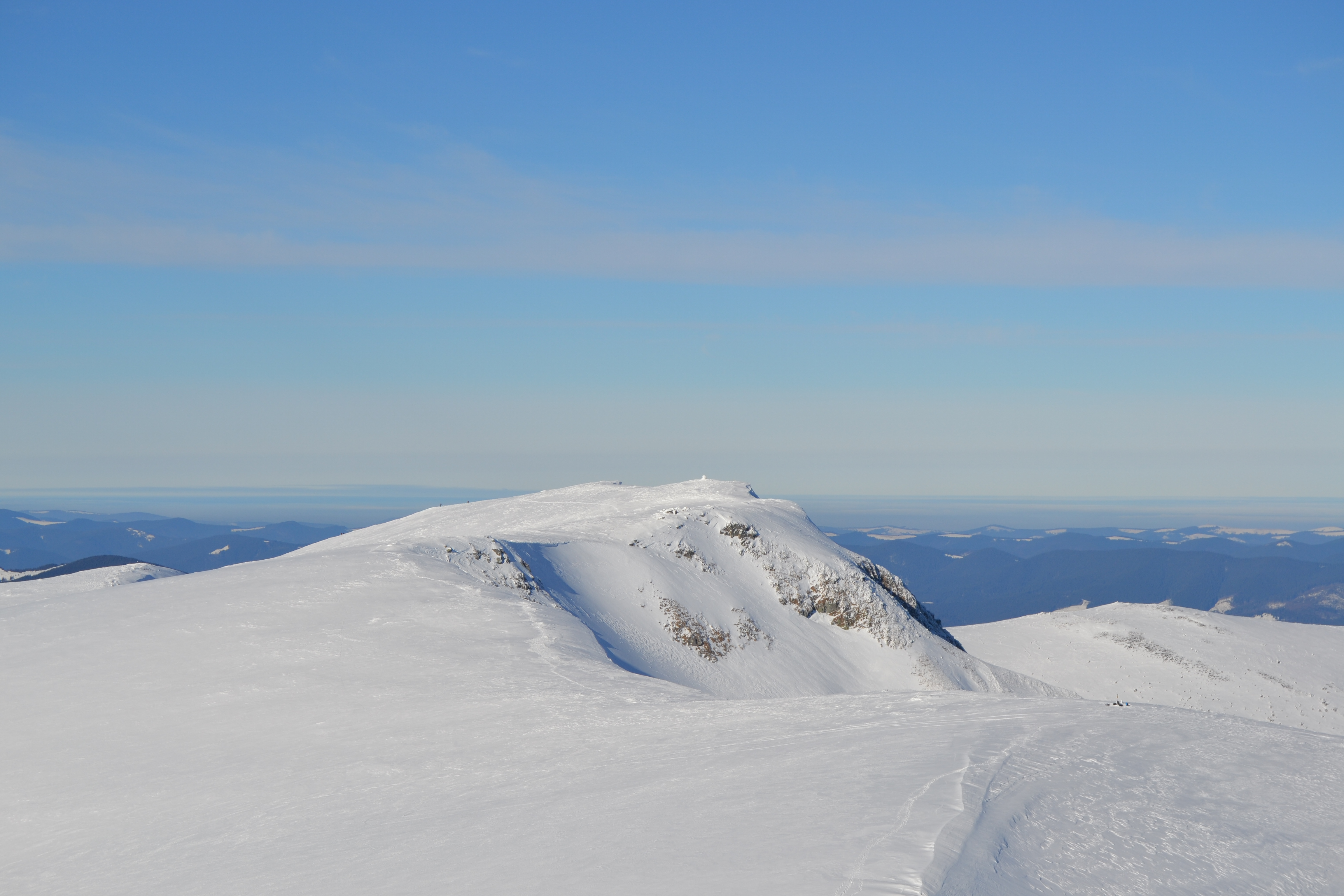
Вид на г. Ребра з г. Гутин-Томнатик
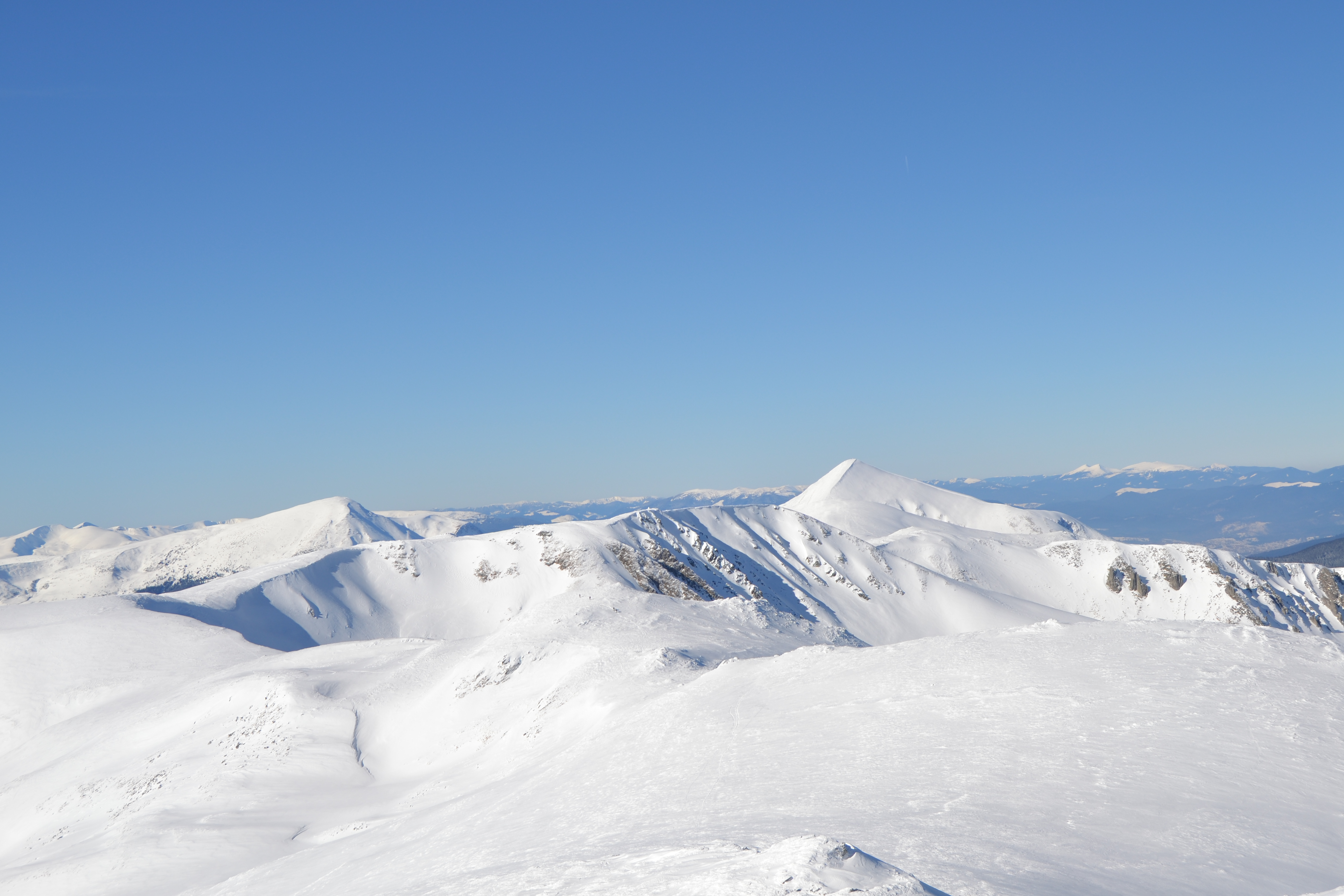
Вид на г. Ребра (у центрі), Петрос (ліворуч), Говерла (праворуч) з г. Бребенескул
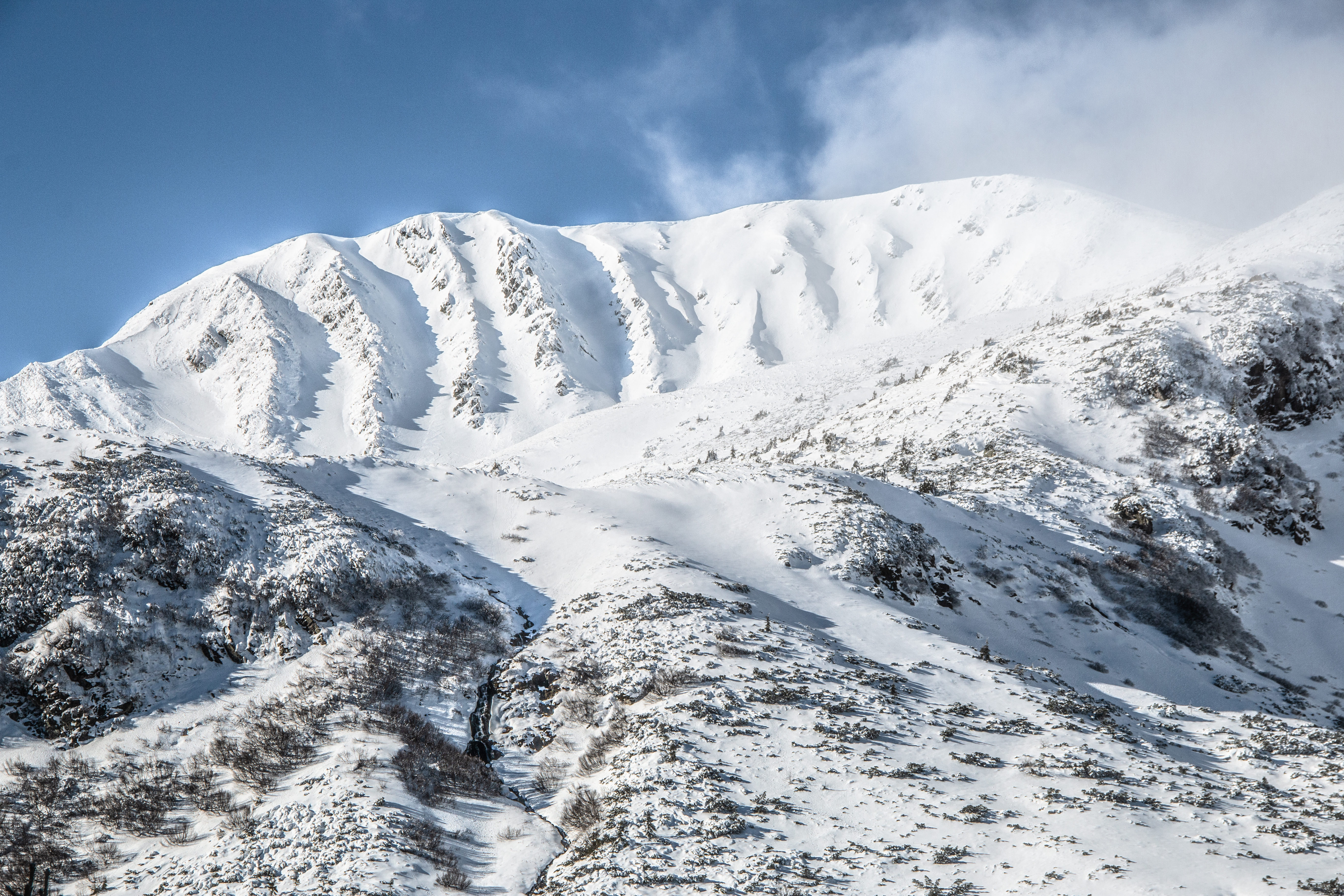
Гора Ребра з урочища Ґаджина
Стежка на вершину від полонини Бребеняска